# Kościół Podwyższenia Krzyża Świętego w Kole

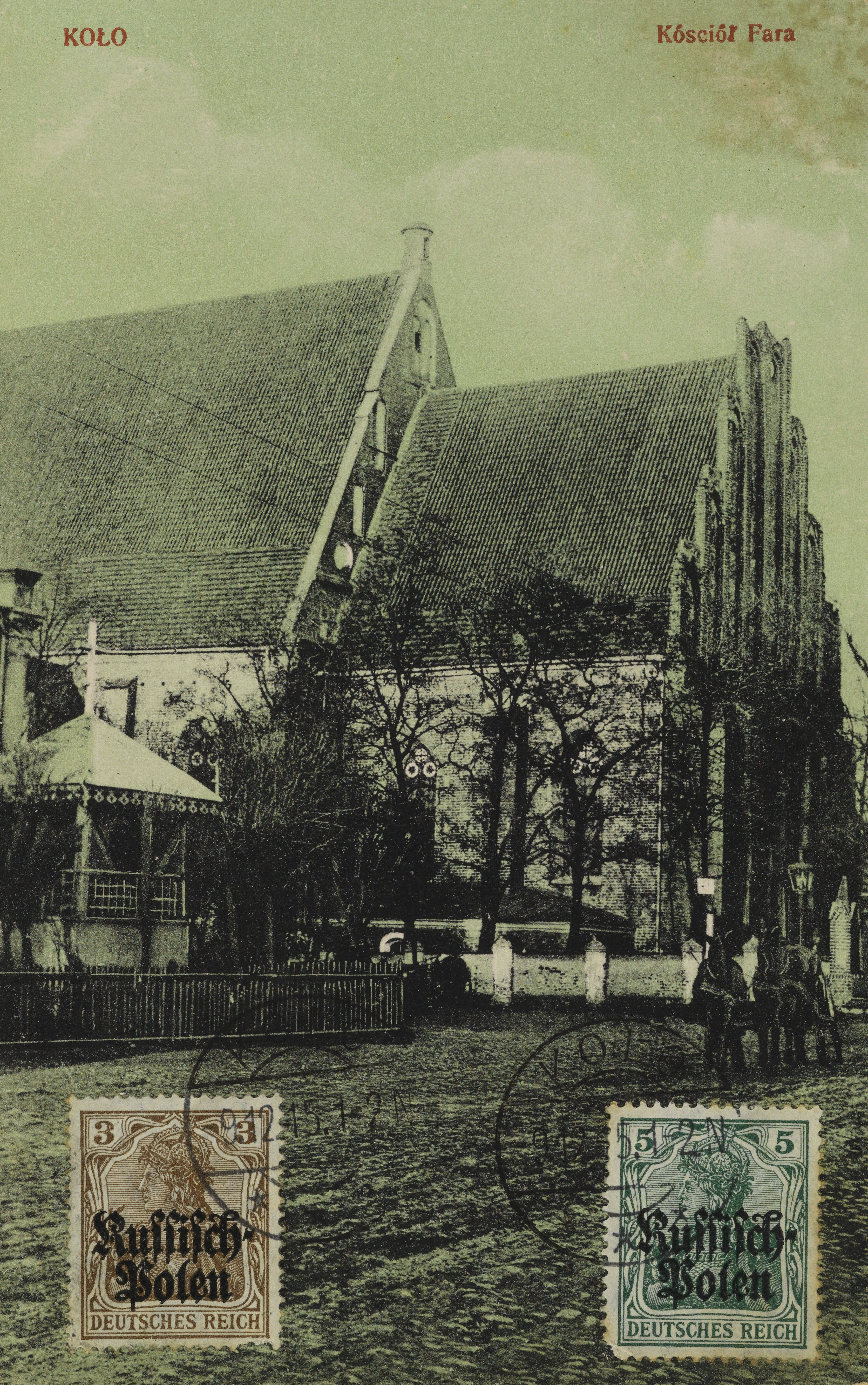
Kościół na pocztówce z 1915 r.

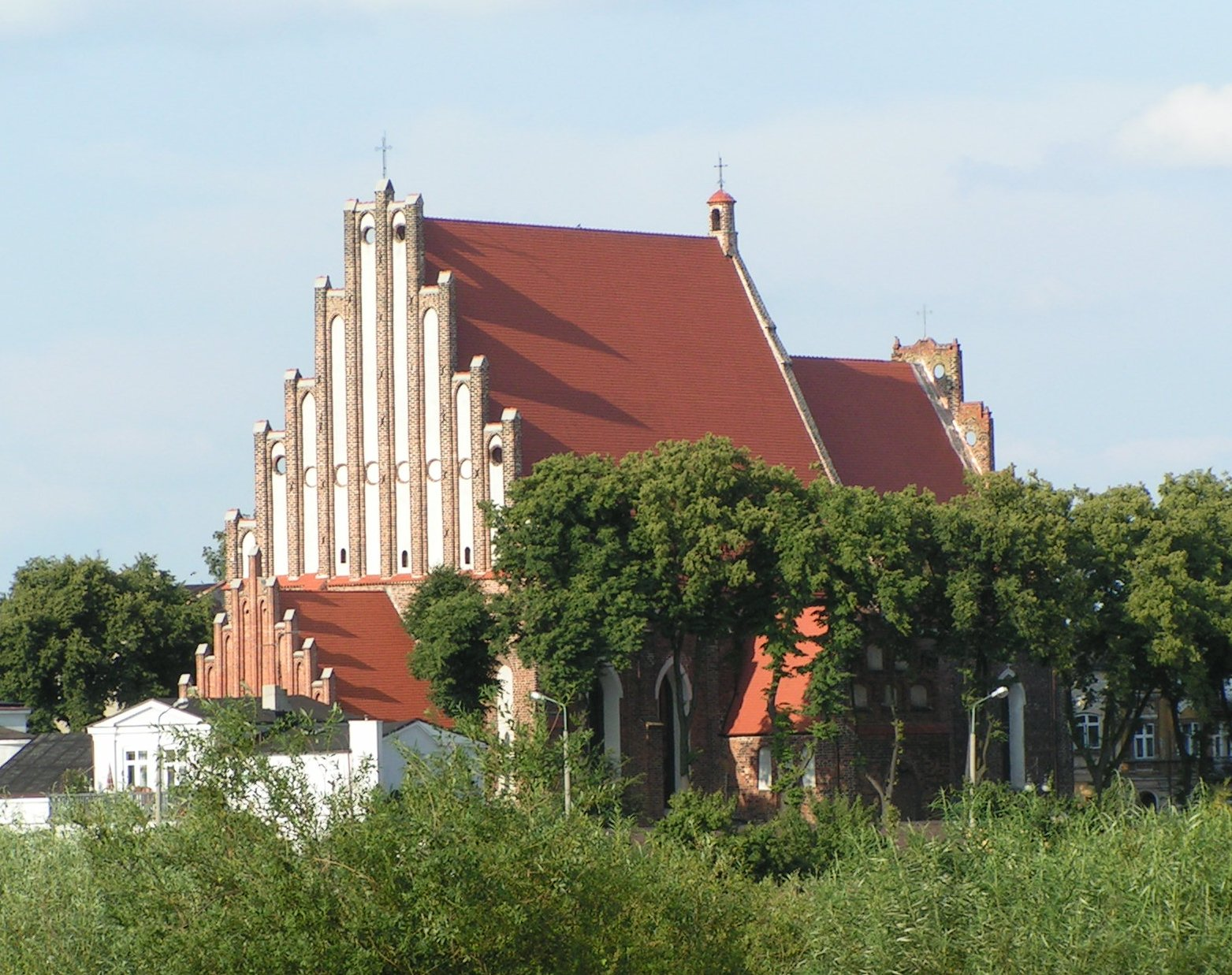
Południowa i zachodnia ściana kościoła

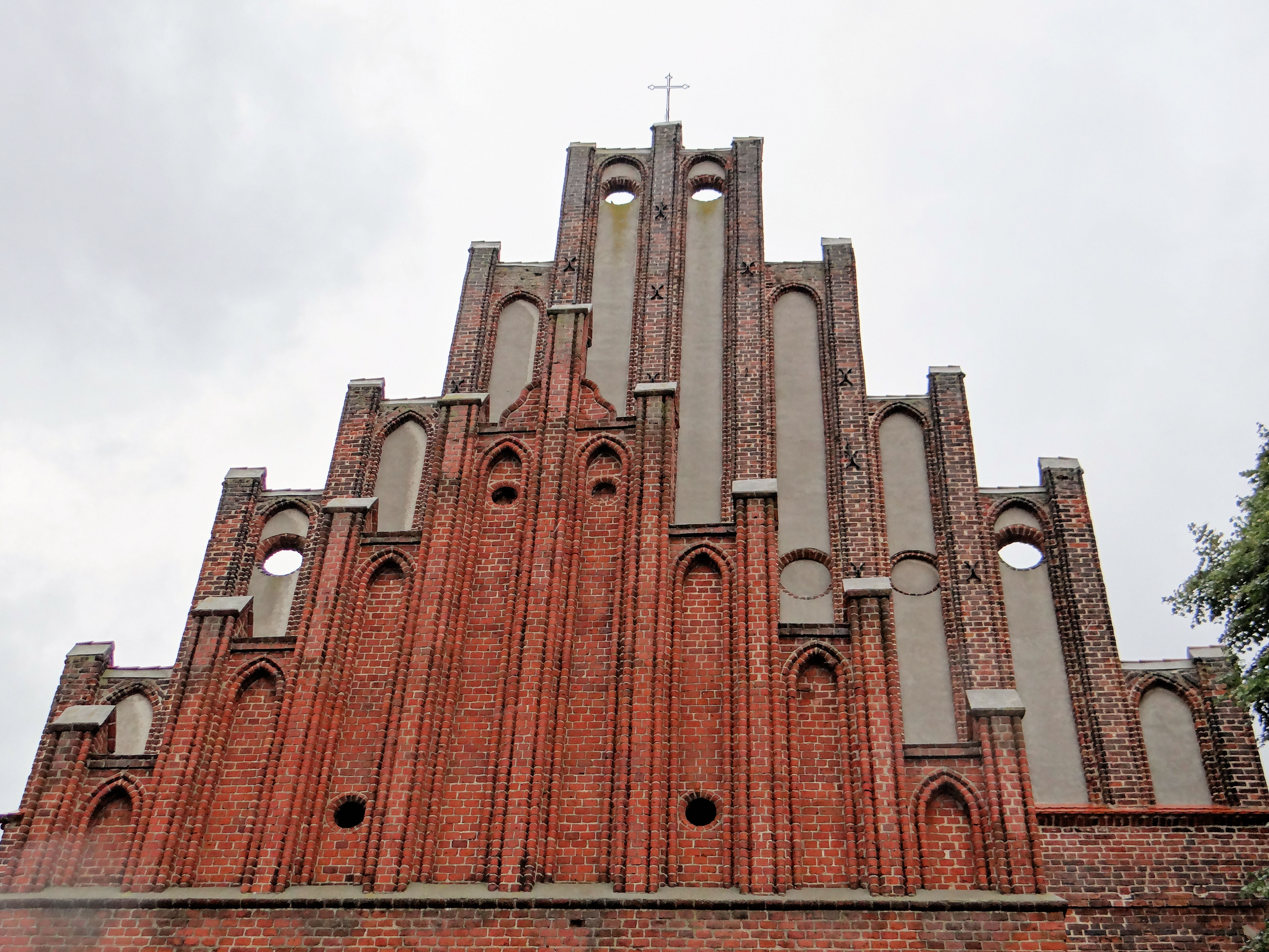
Zachodnie szczyty kruchty z XIX wieku oraz nawy głównej z XV wieku

Kościół Podwyższenia Krzyża Świętego w Kole – świątynia rzymskokatolicka w Kole, na terenie osiedla Stare Miasto. Najstarszy kościół w mieście, wybudowany w stylu gotyckim na przełomie XIV  i XV wieku. Z racji wieku oraz znaczenia nazywany kościołem farnym.

## Historia
Pierwsza wzmianka o kolskim kościele pojawia się w 1362 roku w dokumencie lokacyjnym miasta wystawionym przez Kazimierza Wielkiego. Według niektórych historyków wcześniej w mieście istniała kaplica, ufundowana prawdopodobnie przez zakon krzyżacki na początku XIII wieku.
Według Michała Rawity Witanowskiego jest to najstarsza dotacja katedry metropolitalnej gnieźnieńskiej, fundowana jeszcze w XIII wieku. Pierwotnie była to najprawdopodobniej mała kaplica należąca do parafii w Kościelcu. Według niektórych źródeł najstarszą, zachowaną częścią kościoła jest prezbiterium, będące fragmentem pierwotnego, murowanego kościoła z XIII wieku. Z końca XIV wieku pochodzi nawa główna oraz nawy boczne kościoła.
Według Michała Rawity Witanowskiego kościół został konsekrowany w 1409 roku pod wezwaniem Podwyższenia Krzyża Świętego oraz św. Katarzyny i św. Doroty. 12 stycznia 1451 roku w świątyni miała miejsce konsekracja ks. Jana Gruszczyńskiego na biskupa kujawsko-pomorskiego.  
23 listopada 1470 roku król Kazimierz IV Jagiellończyk wydał przywilej zezwalający na powołanie przy kościele farnym kolegium mansjonarzy, którego fundatorem był Jan Hińcza z Rogowa. W 1478 roku władze miasta ufundowały przy farze altarię. W 1494 roku kolscy mansjonarze otrzymali od Fryderyka Jagiellończyka przywilej posiadania własnego domu. Mansjonarze prowadzili przy kolskiej świątyni szkołę, a opiekowali się także Bractwem Literackim. W 1521 roku kolska parafia obejmowała 8 wsi, a proboszcz posiadał także place w Zdunach i ogrody w Bliznej.
Na początku XVI wieku do korpusu nawowego dobudowano od południa kaplicę Matki Bożej Nieustającej Pomocy, z fundacji Jarosława Jana Sokołowskiego z Wrzący Wielkiej, pod kaplicą znajdowały się grobowce rodzinne. W 1540 roku do kolskiej parafii także kościółek św. Wawrzyńca na cmentarzu w Kole, a w 1522 roku do parafii włączono także parafię w Kościelcu. Do parafii należał także ufundowany w 1419 roku kościół Świętego Ducha.
W 1608 roku w kościele istniało siedem, a pod koniec XVII wieku dwanaście ołtarzy. W XVII wieku proboszcz kolski utrzymywał się głównie z tzw. dziesięciny wytyczne oraz z folwarku bylickiego.
W 1775 roku fara uległa uszkodzeniu podczas pożaru miasta. Około 1791 roku w kościele istniało 8 ołtarzy, „schowek na archiwum” oraz skarbiec. Kościół posiadał także drewnianą ambonę w nawie głównej. Według wizytacji w 1798 roku kolscy mansjonarze posiadali trzy budynki położone pomiędzy farą a klasztorem bernardynów, które w 1811 roku przejął proboszcz kolski. 11 grudnia 1818 roku na mocy bulli Ex imposita Nobis papieża Piusa VII utworzono diecezję kujawsko-kaliską, do której włączony został kościół wraz z parafią.  
Na początku XIX wieku podjęto starania o przeprowadzenie gruntownego remontu świątyni. W 1819 roku ówczesny proboszcz ks. Szremowicz sprzedał na ten cel srebra ze zbiorów parafialnych. Do prac remontowych przystąpiono w 1826 roku. Podczas remontu wnętrze kościoła rozdzielono dwoma szeregami filarów. Koszt planowanego remontu wynosił 4929 złotych. W 1846 roku do kościoła przeniesiono wyposażenie z rozebranego kościoła św. Ducha, a w 1849 roku wybudowano dzwonnicę.
Gruntowne prace remontowe wewnątrz świątyni rozpoczęły się w 1863 roku i trwały do 1895 roku, kiedy proboszczem był ks. Edward Narkiewicz. Według jego sugestii powstała polichromia autorstwa Wincentego Strubińskiego. Założono także sklepienia w suficie nad nawą główną oraz, w 1896 roku, od strony zachodniej dobudowano neogotycką kruchtę. W 1890 roku od strony północnej wybudowano kaplicę Matki Boskiej Częstochowskiej.
Zwieńczeniem wszystkich prac remontowych była rekonsekracja kościoła pod wezwaniem Podwyższenia Krzyża Świętego, której 23 czerwca 1895 roku dokonał biskup kujawsko-kaliski Aleksander Kazimierz Bereśniewicz. Równocześnie poświęcono odnowiony gotycki nagrobek starosty kolskiego Jana z Garbowa i sakramentarium. W styczniu 1901 roku powstał nowy ołtarz w kaplicy NMP Częstochowskiej, odnowiono również ambonę. Na wiosnę 1901 roku odnowiono barokowy ołtarz w kaplicy NMP Nieustającej Pomocy, umieszczono w nim również sprowadzony z Rzymu obraz. W 1902 roku ułożono na kościele nowe dachówki oraz przelano nowy dzwon o wadze 131 funtów. W marcu 1904 roku w kościele zainstalowano nowe organy, a stare zostały sprzedane do Osieka Wielkiego. W czerwcu 1905 roku kościół otoczono nowym parkanem.
21 października 1917 roku w północną ścianę kościoła farnego wmurowano i poświęcono pamiątkową tablicę upamiętniającą setną rocznicę śmierci Tadeusza Kościuszki. W 1933 roku wybudowano w sąsiedztwie świątyni budynek domu parafialnego – jako wotum Roku Świętego. Przed 1939 rokiem, z inicjatywy proboszcza ks. Józefa Mężnickiego wyłączono z ruchu ulicę oddzielającą kościół od plebanii. W czasie II wojny światowej niemiecki okupant zorganizował w kościele magazyn odzieży zabranej Żydom, wywożonym głównie do pobliskiego obozu zagłady Kulmhof w Chełmnie nad Nerem. Dzięki ofiarności organisty Henryka Berczyńskiego udało się zachować księgi parafialne, a naczynia liturgiczne zostały ukryte na strychu kościoła przez kościelnego Nadolskiego.
Podczas okupacji niemieckiej kościół został ograbiony, poważnie uszkodzono również dach. W 1945 roku na stacji kolejowej w Ponętowie odnaleziono wywiezione z kościoła rzeźby, które następnie powróciły do świątyni. Gotycką monstrancję odnaleziono w kupie gruzu obok kościoła, w krótkim czasie odbudowano dzwonnicę i umieszczono w niej pozostawione w kościele dzwony.
W latach 1945–1948 proboszczem był ks. Bogumił Kasprzak, który przy hojnym wsparciu parafian zdołał pokryć dachówką prezbiterium, wybudować dzwonnicę, umeblować zakrystię, urządzić obejście wokół świątyni oraz pomalować kaplicę cmentarną. Przed wejściem do Domu Parafialnego ustawił figurę Świętego Józefa z Dzieciątkiem. 5 lutego 1949 r. świątynię po raz pierwszy nawiedził arcybiskup gnieźnieński i warszawski Stefan Wyszyński. Do 1952 r. kolejny proboszcz ks. Stanisław Śmietanko zdołał w zaledwie w niewielkim stopniu odrestaurować dach na kościele parafialnym. Ponadto w sposób prowizoryczny zabezpieczył obejście świątyni oraz wyrównał zgruzowany przykościelny parking. Niewielkie środki finansowe pozwoliły jeszcze dokonać radiofonizacji świątyni oraz, w porozumieniu z konserwatorem zabytków, odnowić wiekowy obraz Matki Bożej Pocieszenia. 5 lutego 1949 r. gościł na plebanii arcybiskupa Stefana Wyszyńskiego, który w Kole zatrzymał się na nocleg.
Pierwszą z pilnych prac, z jakimi musiał się zmierzyć ks. Julian Olejnik, była konieczna i bardzo pilna gruntowna renowacja dachu nad nawą główną świątyni. Podczas silnego wiatru jej elementy odrywały się i spadały na chodnik wokół kościoła, stanowiąc zagrożenie dla wiernych udających się na nabożeństwa. Władze miejskie groziły wręcz zamknięciem świątyni parafialnej ze względów bezpieczeństwa. Podjęto się także naprawienia mocno uszkodzonych gotyckich szczytów kościoła. W tym celu konieczne było uzyskanie oryginalnych cegieł, które przeniesiono z ruin zamku. W kościele planowano zainstalować centralne ogrzewanie, z powodu braku środków przedsięwzięcie nie zostało jednak zrealizowane. 16 czerwca 1963 roku biskup włocławski Antoni Pawłowski w kościele udzielił święceń prezbiteratu czterem diakonom pochodzącym z okolic Koła.
Kolejny proboszcz, ks. Stanisław Piotrowski prowadził szereg prac konserwatorskich przy sterczynach na szczytach świątyni. Wiele czasu zajęło wykonanie tynków uzupełniających po renowacji murów zewnętrznych, na które zużyto ponad siedem tysięcy sztuk gotyckiej cegły. Nie udało mu się tylko wykonać nowej polichromii wewnątrz świątyni, bowiem wobec oporu ze strony grupy parafian, konserwator zabytków nakazał zachować oryginalne malowidła z końca XIX wieku.
21 maja 1968 roku w Domu Parafialnym z maturzystami spotkał się ks. kardynał Stefan Wyszyński. Podczas spotkania wręczył uczniom świadectwa ukończenia nauki religii. Także cmentarny odpust Przemienienia Pańskiego w 1970 roku swoją obecnością zaszczycił bp Kazimierz Majdański oraz towarzyszący mu bp Jean-Baptiste Sauvage. W kolejnym roku do fary przybyli także biskupi – Władysław Rubin z Rzymu oraz Bronisław Dąbrowski – sekretarz Konferencji Episkopatu Polski.
W latach 1971–1986 ówczesny proboszcz ks. Serafin Opałko przeprowadził kolejny duży remont świątyni. W 1985 roku dokonano renowacji polichromii pochodzącej z końca XIX wieku. Odnowione ściany, zarówno pod względem kolorystyki i wzorów, wiernie oddawały pierwotną formę. Na przełomie 1976 i 1977 roku w kościele zainstalowano nowe witraże, wykonane według projektu artysty Zdzisława Kuligowskiego z Torunia. Ufundował i poświęcił nowy ołtarz – przystosowany do sprawowania liturgii po reformie soboru watykańskiego II.
Od 1997 roku, z inicjatywy ks. Józefa Wronkiewicza, wykonano wiele kolejnych renowacji. Uzupełniono brakujące odcinki chodnika procesyjnego wokół świątyni, wymieniono konstrukcję więźby dachowej i położono nową, specjalną dachówkę na całym kościele wraz z obróbką blacharską w miedzi. Następnie przemurowano sygnaturkę i naprawiono zniszczone zwieńczenia i szczyty kościoła. Przeprowadzono też czyszczenie i konserwację murów zewnętrznych.
W 2002 roku przeprowadzono generalny remont organów oraz wyremontowano i przebudowano budynek plebanii. W 2006 roku wyposażenie prezbiterium wymieniono na marmurowe, a 25 lutego 2007 roku biskup włocławski Wiesław Mering z biskupem seniorem Czesławem Lewandowskim dokonali uroczystej konsekracji ołtarza oraz poświęcenia ambony i miejsca przewodniczenia. W kolejnych latach wymurowano obok kościoła – nową dzwonnicę. 4 kwietnia 2016 roku metropolita lwowski abp Mieczysław Mokrzycki zainstalował w kościele relikwie I stopnia św. Jana Pawła II. 4 kwietnia 2017 roku do kościoła zostały wprowadzone relikwie bł. ks. Jerzego Popiełuszki. W 2017 roku do ołtarza głównego powrócił po renowacji obraz Znalezienie Krzyża Świętego z 1899 roku autorstwa Henryka Piątkowskiego.

## Architektura

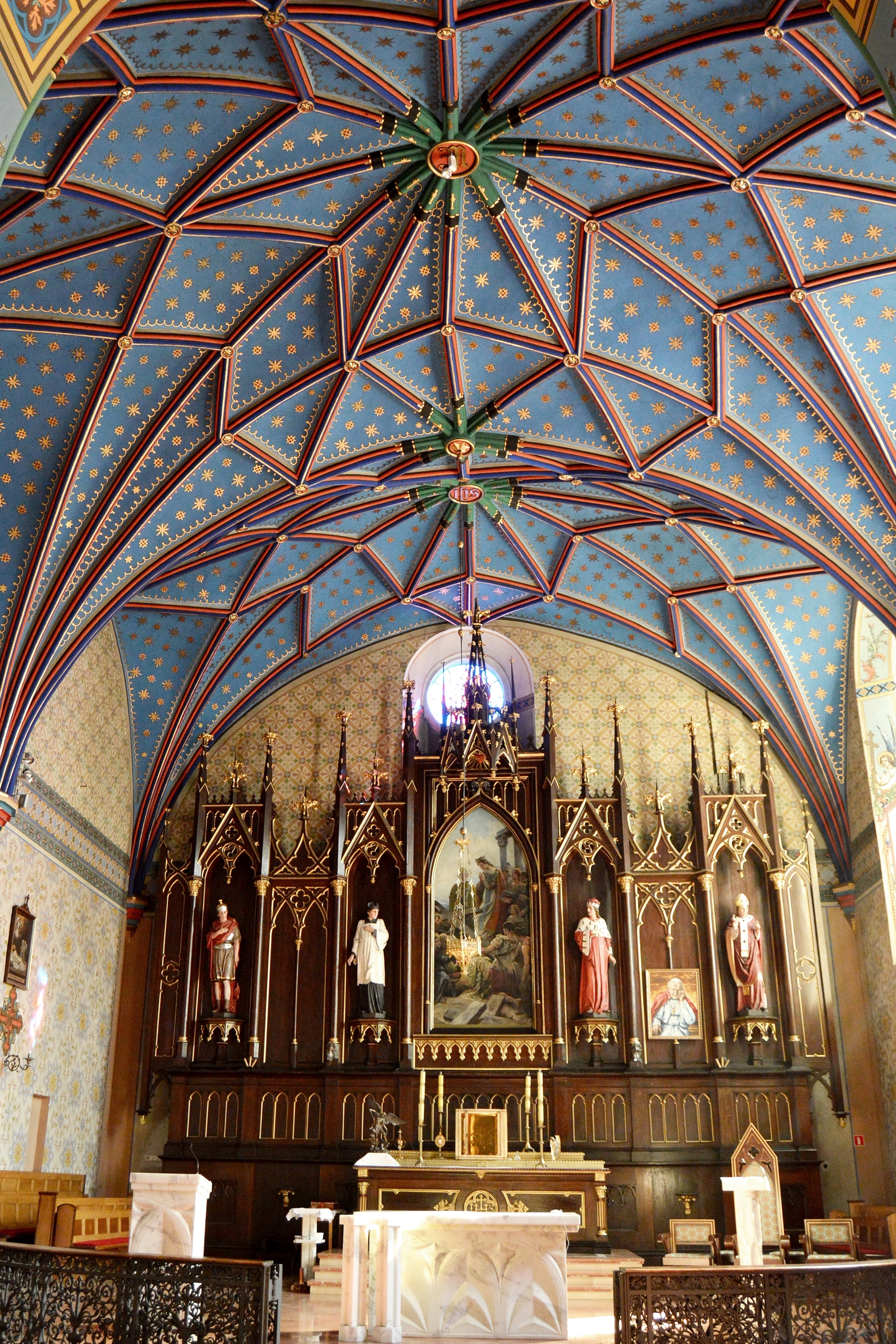
Ołtarz główny z końca XIX wieku i gotyckie sklepienie gwiaździste w prezbiterium

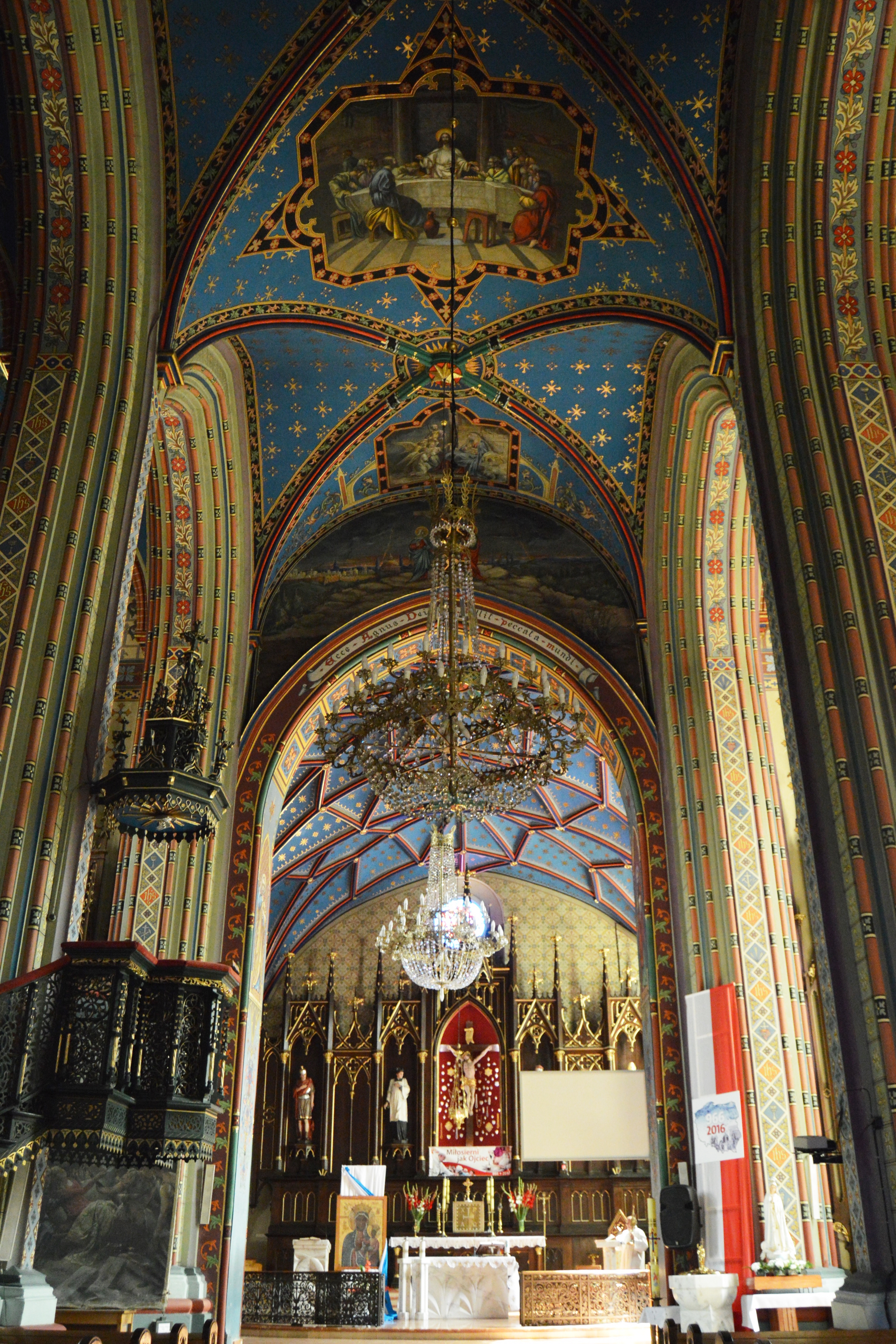
Wnętrze kościoła

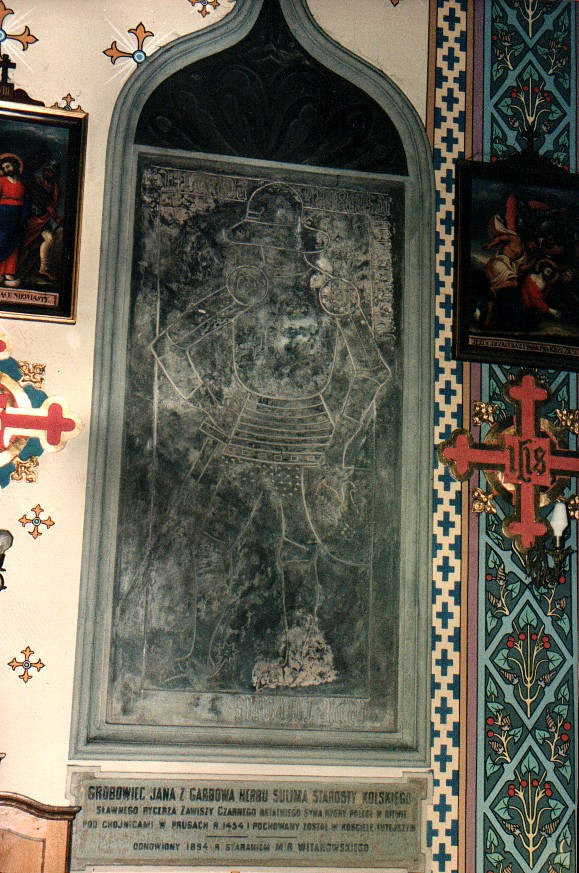
Gotycka płyta nagrobna Jana z Garbowa

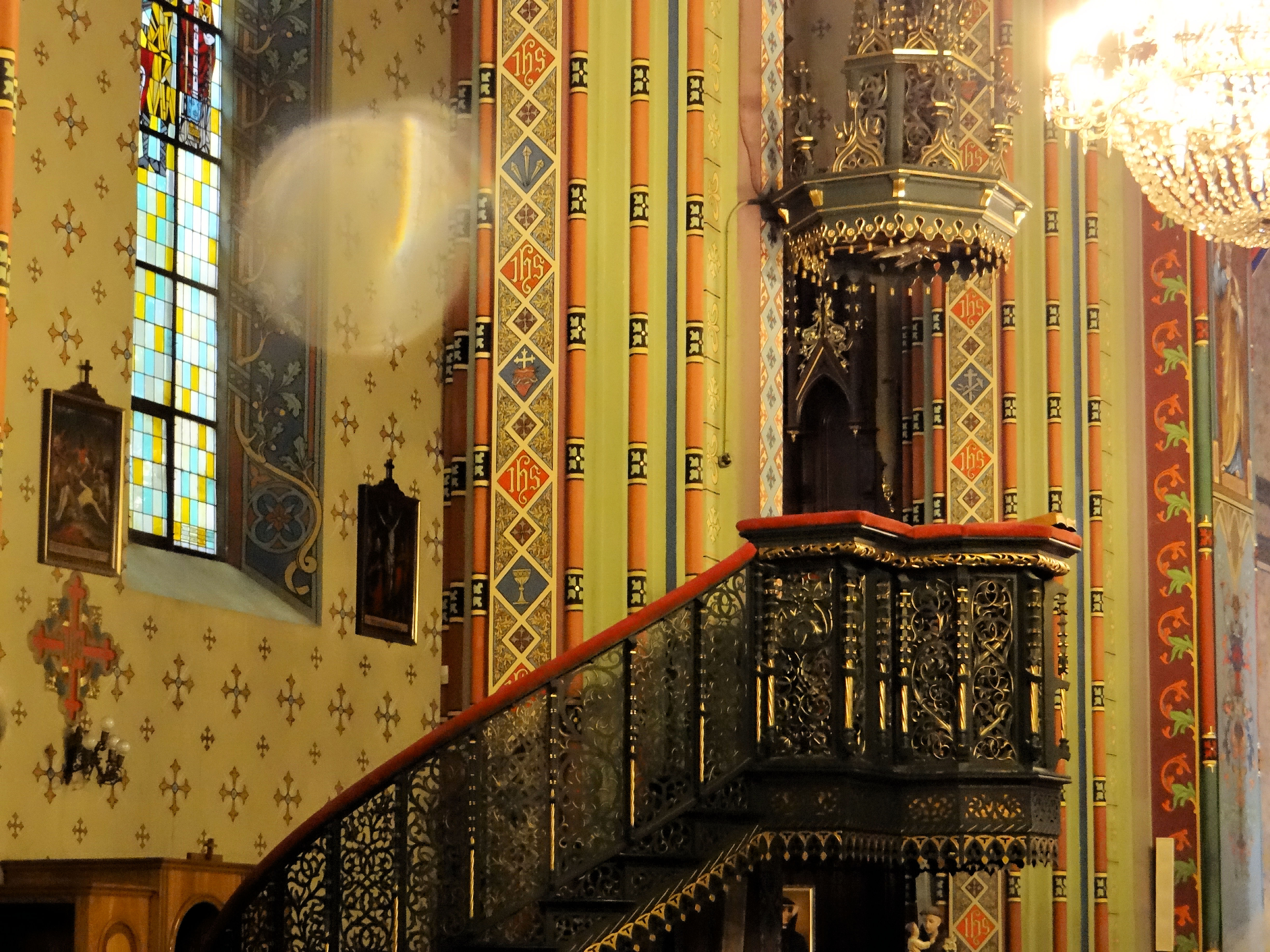
Eklektyczna ambona

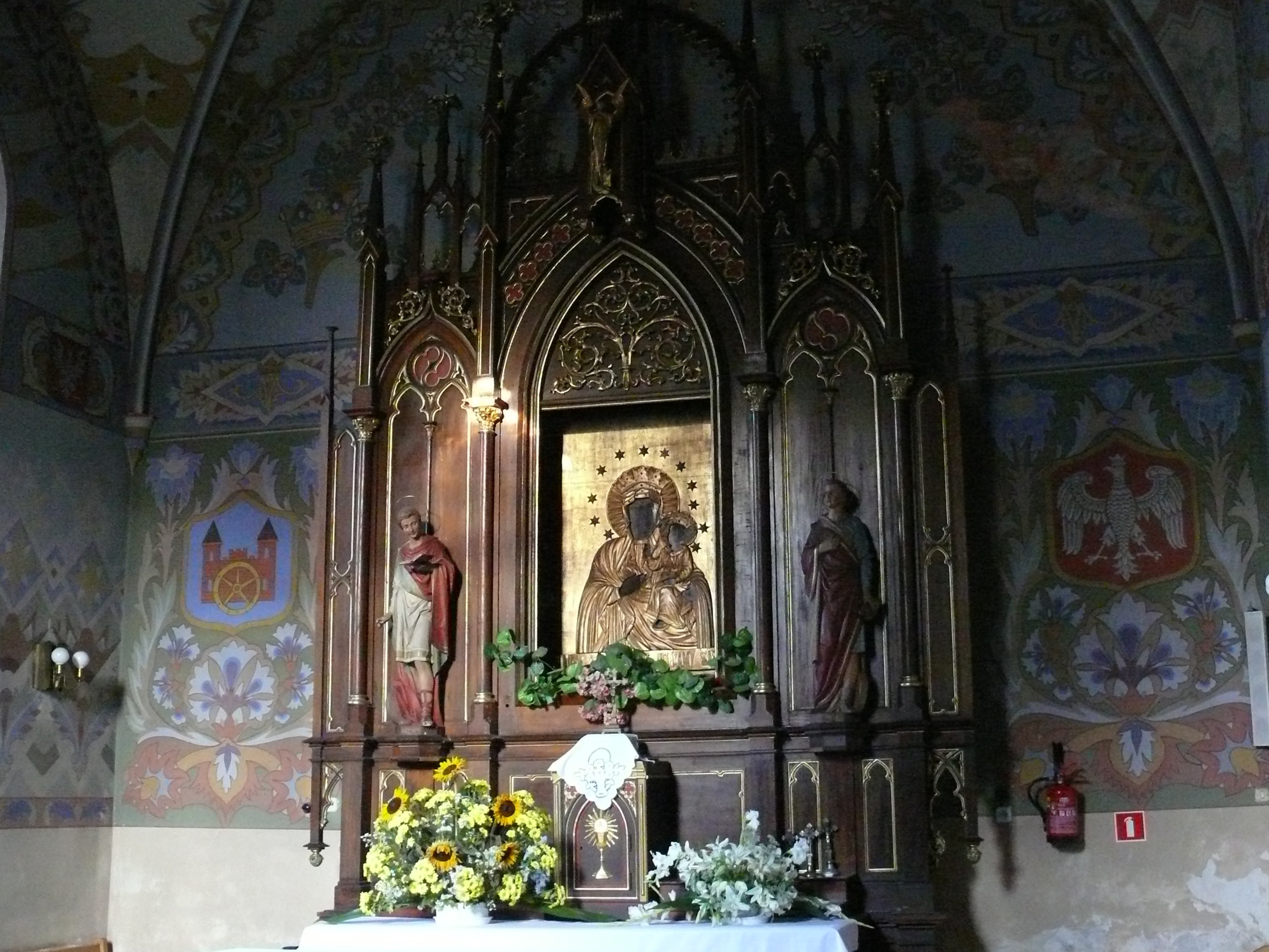
Wystrój północnej kaplicy z 1895 r.

Kościół Podwyższenia Krzyża Świętego zbudowany jest z czerwonej cegły w stylu gotyckim. Cały budynek opasywał pierwotnie ornament z zendrówek.
Korpus świątyni jest trzynawowy, halowy, z węższym i nieco niższym prostokątnym prezbiterium. Kościół jest z zewnątrz oskarpowany. Posiada dwuspadowy dach pokryty dachówką, tylko nad zakrystią – blachą. Szczyt prezbiterium ozdobiony jest sterczynami, tynkowanymi wnękami oraz okrągłymi prześwitami. Świątynia nie posiada wieży, jedynie niewielkich rozmiarów sygnaturkę w szczycie nawy głównej. Sklepienia w nawach i bocznych kaplicach mają konstrukcję krzyżowo-żebrową, a w prezbiterium – gwiaździstą.
Z zewnątrz na wschodniej ścianie prezbiterium zawieszony został krucyfiks z XIX wieku. Do kościoła prowadzą drzwi ze stali, wykonane na początku XX wieku w stylu neogotyckim.
Na murach kościoła znajduje się osiem zachowanych napisów, wyrytych najprawdopodobniej kiedyś przez podróżnych, majstrów budowlanych lub mieszkańców miasta.

## Wystrój wnętrza

### Prezbiterium
Najstarsza część świątyni. W części centralnej znajduje się drewniany ołtarz główny. Sufit ozdobiony został oryginalnym gotyckim sklepieniem gwiaździstym z dekoracyjnymi żebrami. Witraże w oknach przedstawiają sceny z życia Matki Bożej. Podłoga pokryta jest marmurową posadzką.
- Ołtarz główny

Pochodzi z końca XIX wieku. Zbudowany jest z ciemnego drewna, w stylu neogotyckim. Posiada wymiary: 8 m wysokości i 10 m szerokości. W jego centralnej części znajduje się krucyfiks pochodzący z XVIII wieku z licznymi wotami świadczącymi o wiekowości kultu Męki Pańskiej w świątyni. Za pomocą mechanizmu zamontowanego w 2017 r., krucyfiks jest zasłaniany obrazem Znalezienie Krzyża Świętego z 1899 roku autorstwa Henryka Piątkowskiego. Po obu stronach ołtarza przedstawione są postacie świętych – po lewej stronie umieszczone są figury św. Stanisława Kostki i św. Floriana, z kolei po prawej stronie znajdują się rzeźby św. Kazimierza Królewicza i św. Stanisława Biskupa – błędnie przedstawionego ubranego w paliusz.
- Rzeźba Świętego Bogumiła

Znajduje się we wnęce w północnej ścianie. Wykonana została na początku XX wieku z piaskowca. Nie posiada wyraźnych cech stylowych. Przedstawia postać bł. Bogumiła – patrona miasta Koła.

### Nawa główna
Największa halowa część świątyni rozdzielona od prezbiterium łukiem tęczowym. Nawa w XIX wieku została przedzielona potężnymi filarami. Sklepienia okien ozdobione są motywami roślinnymi i sylwetkami aniołów, natomiast witraże przedstawiają sceny związane z krzyżem i jego historią. Sklepienie sufitu ozdabiają sceny z życia Jezusa Chrystusa.
- płyta nagrobna Jana z Garbowa herbu Sulima

Najstarszy zachowany zabytek w świątyni. Wykonany w stylu gotyckim z piaskowca po 1454 r. Przedstawia prymitywnie wyrytą postać rycerza w postawie stojącej, odzianego w zbroję, na jego głowie znajduje się hełm zakrywający całą głowę z wyciętym otworem na oczy. Rycerz jest jedną ręką wsparty na mieczu, drugą przytrzymuje tarczę z herbem Sulima. W bordiurze płyty pozostały jeszcze fragmenty łacińskich napisów: iacet magnificus ac, generosus dic, capit, colnesis.
- sakramentarium

Wykonane zostało w stylu późnorenesansowym w XVI wieku. Znajduje się pomiędzy dwoma bogato zdobionymi półkolumnami; przedstawia wyobrażenie Ducha Świętego, wyrażone wizerunkiem gołębicy. Po jego bokach znajdują się popiersia świętych biskupów Stanisława i Wojciecha.
- ambona

Umieszczona jest na jednym z północnych filarów w nawie głównej. Zarówno jej korpus, jak i balustrada są rzeźbione ażurowymi motywami roślinnymi. Nad amboną znajduje się baldachim ośmioboczny, zwieńczony wieżyczkami.
Ambona wykonana jest w stylu eklektycznym, a balustradę wykonał rzemieślnik Leon Domański.
- północny ołtarz boczny

Neogotycki, drewniany, pochodzący z XIX wieku. W części środkowej znajduje się postać Jezusa Bolesnego, któremu towarzyszą święci Roch i Walenty. W zwieńczeniu ołtarza mieści się postać Świętego Józefa z Dzieciątkiem.
- południowy ołtarz boczny

W stylu neogotyckim, drewniany, pochodzący z XIX wieku. W niszy centralnej znajduje się figura Matki Bożej, po bokach znajdują się rzeźby świętych Wawrzyńca i Kazimierza Królewicza.
- prospekt organowy

Umieszczony na chórze, naprzeciwko ołtarza głównego. Szafa zawierająca prospekt została podzielona na siedem części, najwyższe i największe piszczałki znajdują się w części środkowej. Pola piszczałkowe zakończone są u góry ostrymi trójlistnymi łukami. Całość zdobiona jest złotem.

### Kaplica Najświętszej Maryi Panny Nieustającej Pomocy
Kaplica została wybudowana w 1522 roku z fundacji rodziny Sokołowskich. Została poświęcona przez biskupa Mikołaja Mściwego 11 marca 1522 roku. Kaplica miała stać się rodzinnym grobowcem, a budowę rozpoczął zapewne starosta kolski Jarosław Sokołowski.
Zlokalizowana jest z południowej strony świątyni. Znajduje się tutaj późnobarokowy ołtarz z obrazem Matki Bożej, pochodzący z połowy XVIII wieku. Na ścianach znajduje się polichromia, w której przeważają motywy roślinne i różańcowe. Przy wejściu do kaplicy znajdują się okrągłe malowidła ścienne, przedstawiają postacie ewangelistów Łukasza i Jana.

### Kaplica Najświętszej Maryi Panny Częstochowskiej
Znajduje się naprzeciwko kaplicy Najświętszej Maryi Panny Nieustającej Pomocy, przylega do nawy od strony północnej. Ołtarz wykonany został w stylu neogotyckim – z kopią obrazu Matki Bożej Częstochowskiej. Obrazowi towarzyszą stojące po bokach figury świętych Kryspina i Kryspiniana. Po prawej stronie umieszczona jest szafka na oleje z herbem Nałęcz z 1809 roku.
Na ścianach kaplicy znajdują się herby województw I Rzeczypospolitej; obok tych herbów znajdują się także herb Polski i herb Koła, błędnie przedstawiony jako czerwony młyn o dwóch wieżach zwieńczonych czarnymi spiczastymi dachami, ze złotym kołem o pięciu szprychach, w błękitnej tarczy. Nad wejściem do kaplicy znajdują się malowidła z wizerunkami ewangelistów Mateusza i Marka.

### Kruchta
Została dobudowana w stylu neogotyckim w drugiej połowie XIX wieku. Do nawy głównej przylega od strony zachodniej. Na ścianach umieszczone są tablice poświęcone zesłańcom syberyjskim, ofiarom zbrodni katyńskiej, proboszczowi ks. kanonikowi Józefowi Mężnickiemu oraz lokalnemu społecznikowi Czesławowi Freudenreichowi.
- Kropielnice

Znajdują się w ścianie północnej i południowej kruchty. Wykonane zostały w stylu neogotyckim w XIX wieku z piaskowca. Są ośmioboczne, składają się z trzech części: bazy, trzonu i czaszy. Czasze kielichowe są wypełnione w środku zielonym marmurem.

## Otoczenie

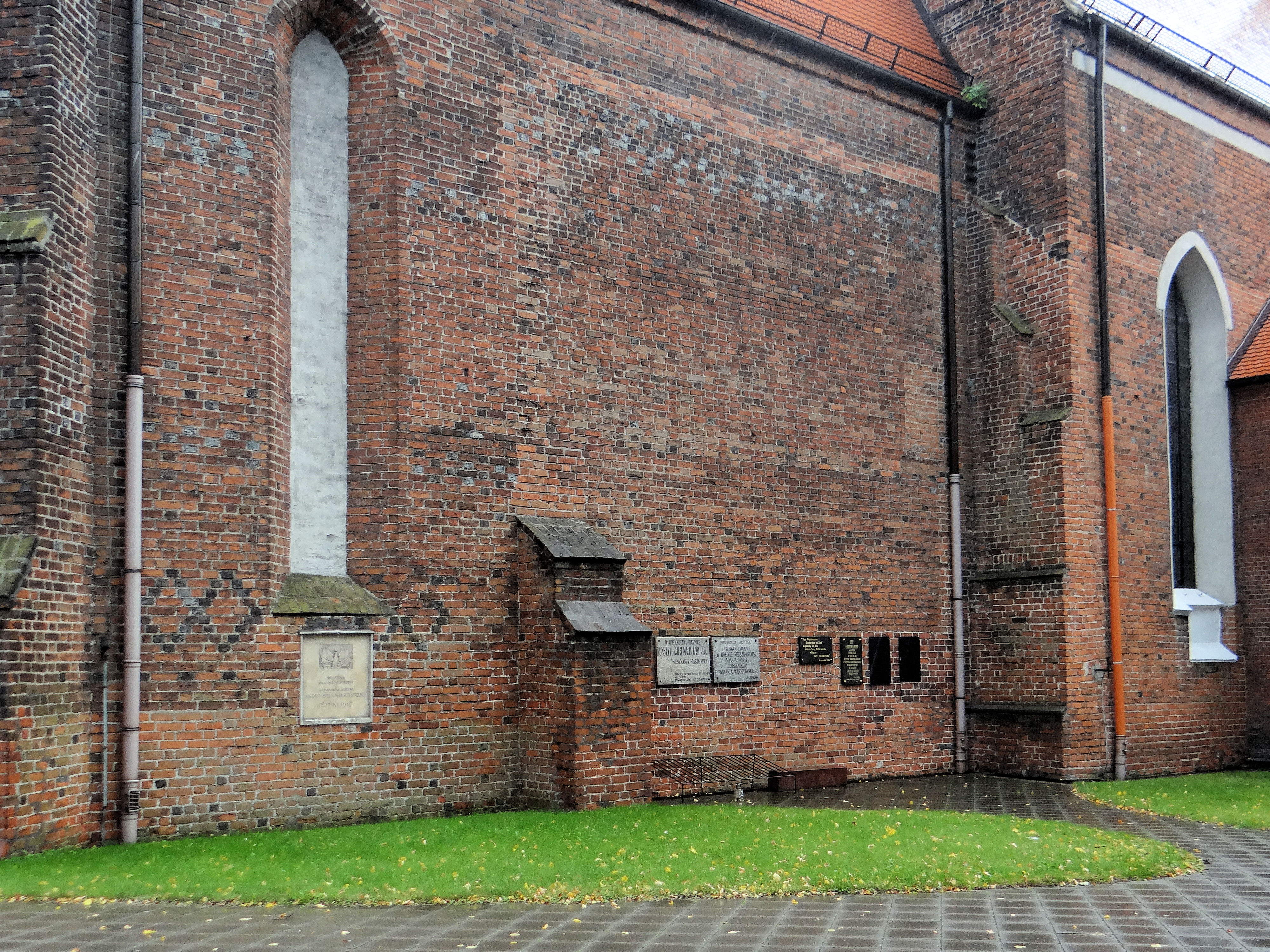
Pamiątkowe tablice na północnej ścianie

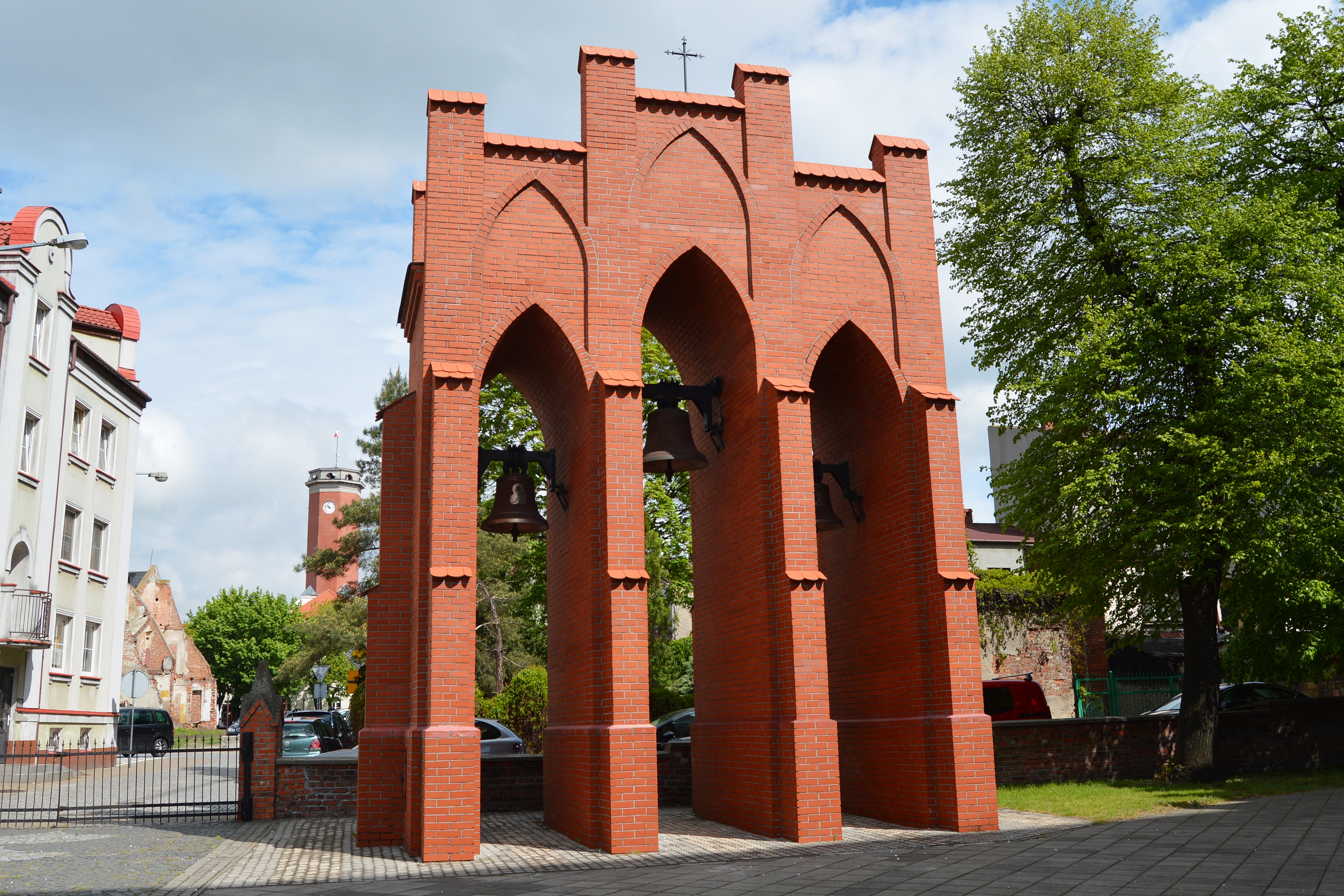
Murowana dzwonnica z XXI wieku

Na południowej ścianie kościoła oraz kaplicy NMP Nieustającej Pomocy znajdują się liczne napisy epigraficzne z XVI i XVII wieku. Są to imiona, miejscowości, daty i inicjały. Przypuszcza się, że zostały wykonane przez odwiedzających Koło pielgrzymów – uczestników nabożeństw w świątyni.
Na północnej ścianie świątyni umieszczone zostały tablice upamiętniające: Tadeusza Kościuszkę (z 1917 r.), uczestników powstania warszawskiego, działaczy Armii Krajowej oraz proboszczów kolskich – Bogumiła Kasprzaka i Serafina Opałko.
Wokół świątyni wybudowano murowany parkan z początku XX wieku. Od strony zachodniej znajduje się budynek plebanii z XIX wieku oraz duży, pozbawiony cech stylowych, gmach Domu Parafialnego im. Stefana kardynała Wyszyńskiego, wybudowany w 1933 r. z inicjatywy ks. Józefa Mężnickiego.
Przed 2008 r. po północnej stronie kościoła przy ul. Wyszyńskiego, na miejscu poprzedniej, powstała murowana dzwonnica z trzema dzwonami: Józef, Maryja z 1957 r. i Jan Paweł. Dzwonnica została poświęcona 14 września 2008 r. przez biskupa włocławskiego Wiesława Meringa.

## Parafia
Parafia została założona prawdopodobnie pod koniec XIII wieku, druga erekcja miała miejsce w 1563 r. Od momentu powstania, do 1818 r. administracyjnie podporządkowana była archidiecezji gnieźnieńskiej. 11 grudnia 1818 r. wszedł w życie nowy podział administracji kościelnej, w wyniku którego kolska wspólnota znalazła się w diecezji kujawsko-kaliskiej, a od 1925 r. – w diecezji włocławskiej. Od 2 lutego 2015 r. jest jedną z dziewięciu parafii w dekanacie kolskim.
Od 1 lipca 2020 r. proboszczem parafii Podwyższenia Krzyża Świętego jest ks. kanonik Eugeniusz Strzech. Zamieszkuje ją 9000 osób.